# Synagoga v Dolních Kounicích
Synagoga v Dolních Kounicích je bývalá modlitebna židovské obce v Dolních Kounicích a její nejdůležitější stavba. Je chráněna jako kulturní památka.

## Historie a popis
Původní synagoga židovské obce stávala na východním okraji jádra Dolních Kounic, po jejím zničení švédskými vojsky v roce 1645 byla postavena nová v dnešní poloze. Stavěla se mezi roky 1652 a 1656 zhruba uprostřed nového ghetta.
Synagoga má přibližně obdélníkový půdorys a není orientována do směru světových stran, jak bylo obvyklé, nýbrž ve shodě s křesťanskými kostely v městečku. Je to dvoupatrová raně barokní budova s kamenocihelným zdivem, cihlovými klenbami a půlkruhově nahoře zakončeným portálem ozdobeným rostlinnými reliéfy. Hlavním vchodem v přízemí se vchází do předsíně, odtud dveřmi vpravo do malé studovny, dveřmi vlevo potom do hlavního sálu, uprostřed jehož jihovýchodní stěny stál svatostánek mezi dvěma vysokými půlkruhovým obloukem zakončenými okny. Na protější straně sálu je na čtyřech sloupech v patře ženská tribuna, na niž se vchází po strmém schodišti z venku samostatným vchodem napravo od vchodu pro muže.

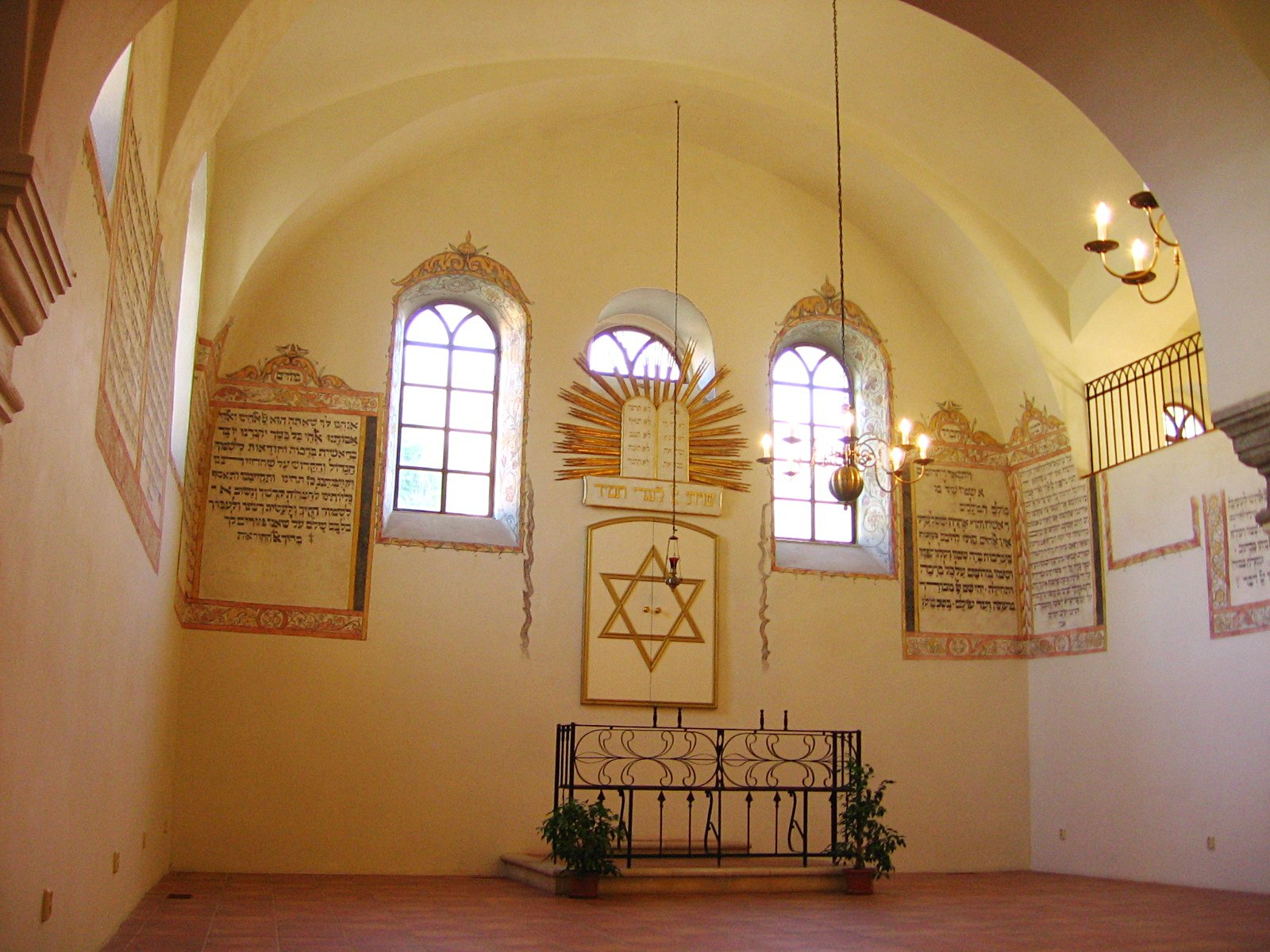
Hlavní sál synagogy

Krátce po dokončení výstavby byly stěny hlavního sálu opatřeny malovanou výzdobou s rostlinnými a ornamentálními motivy a hebrejským liturgickým textem, která se částečně dochovala dodnes. V polovině 19. století byl kvůli nedostatečné kapacitě ženské části na jižní straně přistavěn nový trakt, jehož patro bylo využito jako ženská tribuna a propojeno s hlavním sálem, přízemí přístavby bylo naopak od hlavního sálu odděleno, bylo bez oken a jeho využití není známo.
Synagoga přestala sloužit svému účelu počátkem 40. let 20. století, kdy nacisté zakázali konat židovské bohoslužby; vnitřní zařízení bylo převezeno do Židovského muzea v Praze. Po válce ji jako sklad využíval podnik Fruta Modřice, jejímž majetkem se v r. 1960 stala. V r. 1991 byla synagoga v restituci vrácena Židovské náboženské obci v Brně, jíž patří dosud. Po opravě v roce 1994 slouží zejména výstavním a koncertním účelům a je přístupná během otevírací doby.
| Rok  | Počet návštěvníků |
| ---- | ----------------- |
| 2015 | 1 674             |
| 2016 | 2 810             |
| 2017 | 3 585             |

### Program záchrany architektonického dědictví
V rámci Programu záchrany architektonického dědictví bylo v letech 1995-2014 na opravu památky čerpáno 4 500 000 Kč.
| rok    | 2001  | 2002  | 2003  | 2004 |
| ------ | ----- | ----- | ----- | ---- |
| částka | 1 400 | 1 300 | 1 100 | 700  |